# Simone Balli
Pour les articles homonymes, voir Balli.
 (juillet 2025).
Simone Balli, né en 1580 à Florence en Toscane et mort à une date inconnue, est un peintre italien actif à Gênes au début du XVIIe siècle.

## Biographie
Simone Balli était un peintre italien des années 1600. Né à Florence, il rejoint Gênes en 1600, où il a peint principalement. Il a été formé avec Aurelio Lomi, et peint souvent de petites images sur cuivre, (palais Spinola Cornigliano à Gênes). Il a également peint pour l'église de Santa Maria delle Vigne, l'intérieur de l'église de Notre Dame del Carmine e Sant'Agnese, ainsi que l'Oratoire de Saint-Bartholemée à Gênes.

## Œuvres
- Images sur cuivre du palais Spinola Cornigliano à Gênes.
- Fresques de l'église Santa Maria delle Vigne.
- Intérieur de Notre Dame del Carmine e Sant'Agnese.
- Fresques de l'oratoire de Saint-Bartolomée à Gênes.

## Sources
- (en) Cet article est partiellement ou en totalité issu de l’article de Wikipédia en anglais intitulé « Simone Balli » (voir la liste des auteurs).